# 1e millennium
Het eerste millennium liep vanaf het jaar 1 tot 1000 n.Chr. volgens de juliaanse kalender.

## Europa
Belangrijke ontwikkelingen in Europa zijn de opkomst en de ondergang van het Romeinse Rijk, de opkomst van het christendom en de Grote Volksverhuizing. 
- Boeren die van hun land elders zijn verdreven door bijvoorbeeld invallende Germaanse troepen, moeten wel weer ergens een bestaan opbouwen en zoeken bescherming bij een machtiger iemand. Deze kan natuurlijk zijn eigen voorwaarden stellen. Ze hebben niet zo heel veel tegenprestatie, behalve hun arbeid, terwijl daaraan nu juist geen gebrek is.

Ook zijn er de heren die een meer Romeins georiënteerde bedrijfsvoering (latifundia) hebben. Zij zetten sinds de late Oudheid hun horigen in om op het land te werken.

### taal en schrift
- In het Romeinse Rijk heeft naast het Latijn het Grieks een belangrijke plaats als cultuurtaal. De christelijke theologen lezen de Hebreeuwse Bijbel in de Griekse vertaling: de Septuagint. In het Byzantijnse Rijk neemt het Grieks de rol van lingua franca over.
- In de middeleeuwen is het Latijn zeer lang de lingua franca en de voornaamste schrijftaal in Europa. Maar tegen het einde van de 9e eeuw begrijpt de bevolking van het Frankische rijk het Latijn, de taal van de priesters en de geleerden, niet meer. Op de synode van Tours wordt er voor gepleit om in de prediking de volkstalen te gebruiken, het Romaans in West-Francië en het Teudisch in Oost-Francië.
- Uit het Oergermaans ontwikkelen zich het Noors, Nedersaksisch, Engels, Westerlauwers, Sater- en Noord-Fries en het Nederlands. Het runenschrift (kortweg runen) is het oudst bekende schrift gebruikt door de Germaanse volkeren van Noord-Europa, dat in de loop van het Millennium plaatsmaakt voor het Latijns alfabet.
- Het Latijn, de taal van de Romeinen, raakt door de Romeinse expansie verspreid over een groot deel van Europa en wordt in het westelijke deel van het Romeinse Rijk de algemene voertaal. In de loop der eeuwen worden de verschillen tussen de dialecten van het Latijn steeds groter en de onderlinge verstaanbaarheid steeds kleiner, zodat ze vanaf ca. 800 als verschillende talen worden beschouwd: de Romaanse talen. Verschillen tussen de Romaanse talen en het Latijn worden ten dele toegeschreven aan de invloed van substraattalen, de talen van door de Romeinen onderworpen volken.
- Het latere Nederlandse taalgebied wordt ten tijde van de late oudheid gekenmerkt door een binnenland dat sinds de 4e eeuw gedomineerd wordt door Rijn-Wezer-Germaanse dialecten (het latere Oudfrankisch) en een kuststrook die voornamelijk wordt bewoond door sprekers van Noordzeegermaanse dialecten, nauw verwant aan het latere Fries. Onder invloed van sterke politieke en economische interactie tussen beide gebieden ontstaat, gedurende de 5e tot 8ste eeuw, uit deze twee dialectgroepen het Oudnederlands, waarbij de Frankische component het sterkst vertegenwoordigd is.

### Kelten
De orale cultuur van de Kelten wordt beroepsmatig doorgegeven door leraar-priesters (druïden) en leraar-dichters (filid). De druïden worden als groep onderdrukt door het christendom, maar de filid nemen een deel van hun niet-priesterlijke functies over en blijven literatuur doorvertellen: poëzie, wetten, genealogieën, mythen, sagen en legenden. De invallen van de Noormannen luiden het einde in voor de filid, maar in de kloosters blijft de Keltische traditie voortleven, zij het vaak in gekerstende vorm en in het Latijn.

### Militair
Het tweede deel van het eerste millennium wordt ook wel de vroege middeleeuwen genoemd. Dit is de periode waarin onder andere de Vikingen zich roeren en het Byzantijnse Rijk opkomt.
Al voor de Middeleeuwen  raakt het paard ingeburgerd in Europa. Via de Saracenen, de Hunnen,  de Magyaren en het Byzantijnse Rijk komt het in de Europese gewesten terecht.
De doeltreffendheid van krijgspaarden beleeft een verdere revolutie door verbeteringen in de technologie, waaronder de uitvinding van het zadel, de stijgbeugel en later de  borsttuigage.

### Gallia Belgica
Het economische en politieke centrum van Noord-West Europa ligt in het noorden van het huidige Frankrijk, met steden als Amiens, Reims, Doornik en Metz. Van hieruit bestuurden de Romeinen hun provincie Gallia Belgica; hier lag het zwaartepunt van het Merovingische Rijk en zijn opvolgingstaat: het Karolingische Rijk.

## Klein-Azië en de Middellandse Zee
- De Grieken en Romeinen verspreiden de wijnstok over het hele Middellandse Zeegebied, van waaruit er steeds noordelijker wordt aangeplant.
- In 330 wordt de stad Byzantion door keizer Constantijn de Grote hoofdstad van zijn rijk gemaakt. Gedurende het grootste deel van de middeleeuwen is Constantinopel de grootste en rijkste stad van Europa. De stad is de hoofdstad van achtereenvolgens het Oost-Romeinse Rijk  en het Byzantijnse Rijk .
- In Noord-Afrika en het Midden-Oosten stopt men in de vierde tot zesde eeuw met vrijwel alle transport op wielen en stapt men over op vervoer met kamelen.
- Het Arabische Rijk ontwikkelt zich tot een nieuwe machtige speler die voet aan de grond krijgt in de Levant, in Noord-Afrika,  op het

Iberisch schiereiland en op Sicilië.

## Azië
- In China worden het papier, de boekdrukkunst, het buskruit en de watermolen uitgevonden. Daarmee bereikt het land een technische voorsprong op de rest van de wereld.
- De Zijderoute, een netwerk van karavaanroutes, is een van de belangrijkste handelsroutes wereldwijd en heeft enorme politieke, economische en culturele invloed.
- Het schaakspel ontstaat in de 6e eeuw in Voor-Indië en wordt door de Arabieren in de volgende eeuwen in hun kalifaten verbreid.

## Godsdienst
Na de Joodse Opstand van 70 na Chr. verdwijnt de partij van de sadduceeën, maar de farizeeën blijven bestaan en bewaren het joodse erfgoed en de joodse godsdienst. 
Rabbijnen die de Joodse Opstand hebben overleefd, beginnen al snel in Javne en later ook in Tiberias scholen te vormen, waarin zij het Jodendom opnieuw doordenken. 
Zij verzamelen de farizese tradities, die tot nu toe mondeling waren doorgegeven. Van blijvend belang voor het Jodendom is de ontwikkeling van de interpretaties van de Thora die in de Misjna op schrift worden gesteld (plm. 200 na Chr.) en die de basis vormen voor de latere Talmoed. Zo ontstaat het Rabbijns jodendom.

De heilige boeken het Nieuwe Testament, de Talmoed en de Koran komen tot stand.
De Germaanse mythologie wordt van het zuiden uit verdrongen door het Christendom, maar weet zich nog te handhaven in Scandinavië, IJsland en andere uithoeken van het Europese continent.
Was in het klassieke wereldbeeld de staat bron van alle denken en handelen, met de opkomst van het christendom komt de nadruk meer te liggen op de universaliteit van morele waarden. Ook in de Islam is dit het geval.
- De leer van de Goddelijke Drie-eenheid is in de late oudheid en de vroege middeleeuwen onderwerp van strijd: vooral

arianen verzetten zich tegen de erkenning hiervan.

## Schrift
- De oudste handschriften van het Nieuwe Testament zijn geschreven op papyrus, dat gemaakt wordt van riet, dat veel bij de Nijl groeit. Papyrus blijft in gebruik tot de 8e eeuw.

Papyrus is erg kwetsbaar, en vanaf het begin van de vierde eeuw wordt perkament of vellum steeds vaker gebruikt voor handschriften van het Nieuwe Testament. In het Romeinse keizerrijk ontstaat, onder invloed van de christenen, de zogeheten codex, die bestaat uit losse vellen die worden gebundeld tot een boek.
Met het ontstaan en de verspreiding van de abdijen in het westen vanaf de vierde eeuw komt ook de boekproductie op gang. Benedictus van Nursia sticht in de zesde eeuw de Abdij van Montecassino en schrijft in de kloosterregel die hij opstelt, de regelmatige lectuur van de Heilige Schriften voor. Een bibliotheek samenstellen is daarvoor noodzakelijk. Tijdens de Karolingische renaissance, als de interesse voor kennis en wetenschap die men kan vinden in de antieke teksten opkomt, kent de schrijfactiviteit een grote bloei. In die periode wordt een aantal scriptoria opgericht.
De komst van de ganzenveer, rond het jaar 700, verdringt de bamboe- en rietpen die tot dan gebruikelijk zijn. De veer wordt op de juiste wijze bewerkt en in de 
inkt gedoopt, waardoor deze zich volzuigt met inkt en ermee geschreven kan worden.

## Cultuur
- De antieke literatuur gaat in het Westen na 600 grotendeels verloren.
- Uit het |Egyptische fajoemportret ontwikkelt zich in de oosterse wereld het ikoon, een door voorschriften verstarde portretkunst die geen ruimte laat aan expressie door de kunstenaar. De iconenverering leidt tot inwendige conflicten in het Byzantijnse Rijk, maar komt daarna tot nieuwe bloei.

## Kledij
De Romeinen gaan gekleed in een tunica, met of zonder een toga als overkleed. Daaronder dragen ze beenwindsels en sandalen. Na hun veroveringen in het noorden nemen ze van de Germanen de dierenvacht (bontmantel) over, en de braccae of kniebroek. Deze wordt in de Middeleeuwen het favoriete kledingstuk van Europese mannen.

## Afrika
Sinds de oudheid bestaat er al slavenhandel in Noord-Afrika. Dwars door de Sahara lopen routes waarlangs de Afrikaanse slaven worden aangevoerd. In de Romeinse tijd zijn er steden die bekendstaan om hun slavenmarkten en dat blijft tot de middeleeuwen zo. 

## Amerika
- De Klassieke Periode van Meso-Amerika duurt van 300 tot 900 AD. Culturen komen tot bloei, en de Meso-Amerikaanse steden behoren tot de grootste ter wereld.
- Rond 500 trekken Arowakken vanuit het Westen het laagland van de Guyana's binnen. Ze vestigen zich vooral langs de kust, maar trekken ook via de rivieren het binnenland in, tot aan de stroomversnellingen van Wonotobo. Vanwege de veel voorkomende overstromingen in de moerassen van het kustgebied werpen ze kleiterpen op om hun vruchtbare landbouwgrond en woongebied te beschermen. Ze zijn vooral landbouwers, vissers en verzamelaars. Ze cultiveren de cassave, ananas, kalebas, papaja, tabak, katoen en pijlriet en richten zo een bloeiende samenleving op.
- De Zapoteken in het huidige Mexico hebben een eigen hiërogliefenschrift, zij zijn het oudste Meso-Amerikaanse volk met een schrift.

## Eeuwen en decennia
| 1e eeuw  | 1-9     | 10-19   | 20-29   | 30-39   | 40-49   | 50-59   | 60-69   | 70-79   | 80-89   | 90-99   |
| 2e eeuw  | 100-109 | 110-119 | 120-129 | 130-139 | 140-149 | 150-159 | 160-169 | 170-179 | 180-189 | 190-199 |
| 3e eeuw  | 200-209 | 210-219 | 220-229 | 230-239 | 240-249 | 250-259 | 260-269 | 270-279 | 280-289 | 290-299 |
| 4e eeuw  | 300-309 | 310-319 | 320-329 | 330-339 | 340-349 | 350-359 | 360-369 | 370-379 | 380-389 | 390-399 |
| 5e eeuw  | 400-409 | 410-419 | 420-429 | 430-439 | 440-449 | 450-459 | 460-469 | 470-479 | 480-489 | 490-499 |
| 6e eeuw  | 500-509 | 510-519 | 520-529 | 530-539 | 540-549 | 550-559 | 560-569 | 570-579 | 580-589 | 590-599 |
| 7e eeuw  | 600-609 | 610-619 | 620-629 | 630-639 | 640-649 | 650-659 | 660-669 | 670-679 | 680-689 | 690-699 |
| 8e eeuw  | 700-709 | 710-719 | 720-729 | 730-739 | 740-749 | 750-759 | 760-769 | 770-779 | 780-789 | 790-799 |
| 9e eeuw  | 800-809 | 810-819 | 820-829 | 830-839 | 840-849 | 850-859 | 860-869 | 870-879 | 880-889 | 890-899 |
| 10e eeuw | 900-909 | 910-919 | 920-929 | 930-939 | 940-949 | 950-959 | 960-969 | 970-979 | 980-989 | 990-999 |